# Federación de Fútbol de Burundi
La Federación de Fútbol de Burundi (en francés: Fédération de football du Burundi; abreviado FFB) es el organismo rector del fútbol en Burundi, con sede en Buyumbura. Fue fundada en 1948 y desde 1972 es miembro de la FIFA y de la CAF. Organiza el campeonato de Liga y de Copa, así como los partidos de la selección nacional en sus distintas categorías.